# Dạm ngõ
Lễ dạm ngõ (còn gọi là lễ xem mặt, đám nói (miền Nam)) là một nghi lễ trong phong tục hôn nhân của người Việt. Lễ này nhằm chính thức hóa quan hệ hôn nhân của hai gia đình.
Lễ chạm ngõ ngày nay là buổi gặp gỡ giữa hai gia đình. Nhà trai xin đến nhà gái đặt vấn đề chính thức cho đôi nam nữ được tìm hiểu nhau một cách kỹ càng hơn trước khi đi đến quyết định hôn nhân. Buổi lễ này, không cần vai trò hẹn trước của người mối (kể cả những trường hợp yêu nhau nhờ mai mối), không cần lễ vật rườm rà.
Về bản chất, lễ này chỉ là một ứng xử văn hóa, thông qua đó hai gia đình biết cụ thể về nhau hơn (về gia cảnh, gia phong), từ đó dẫn tới quyết định tiếp tục hay không quan hệ hôn nhân của hai gia đình. Lễ vật của lễ chạm ngõ theo truyền thống rất đơn giản: chỉ có trầu cau.
Xét về mặt chức năng: nếu bỏ qua lễ này mà đi thẳng vào lễ ăn hỏi thì mọi việc sẽ bị cảm thấy đường đột, ngang tắt, không có khởi đầu. Vì thế, tuy không phải là một lễ trọng nhưng lại là một lễ không thể thiếu trong tiến trình hôn lễ. Hơn nữa, lễ này không tốn kém (lễ vật chỉ có trầu cau) mà lại biểu thị được bản sắc văn hóa dân tộc (văn hoá trầu cau) thì việc bỏ qua lễ này là điều không hợp lý. Đối với lễ này, thường người Việt Nam vẫn tiến hành theo khuôn mẫu cổ truyền.

## Thành phần tham gia
1. Nhà trai: Ba (bố), mẹ, chú rể tương lai, người mối (nếu có). Không nhất thiết phải đi đủ 5-7 người, 3 người vẫn được. Có thể có Ông bà nội, ngoại hoặc chú bác cậu dì bên nội, ngoại.[2]
2. Nhà gái: Cả gia đình nhà gái (Cha, mẹ, cô dâu tương lai; ông bà nội, ngoại hoặc đại diện nội, ngoại).

## Trang phục
Mọi người mặc trang phục lịch sự ăn nói nhẹ nhàng có văn hoá. Không nhất thiết mặc comple và áo dài (vì còn phụ thuộc vào thời tiết nắng mưa và địa hình, khoảng cách nhà gái...)

## Lễ vật của nhà trai
Trầu, cau, chè, thuốc, bánh kẹo, hoa quả (nếu có điều kiện), mỗi thứ đều phải tính chẵn. Lễ này đơn giản, không phải thủ tục rườm rà.

## Nhà gái
Dọn dẹp nhà cửa sạch, đẹp. Ăn mặc đẹp, trang trọng. Khi đoàn khách nhà trai đến, đón chào niềm nở. Tiếp khách bằng trà (nếu có trà thơm là tốt nhất). Khi nhà gái đồng ý nhận lễ vật, mang đặt lên bàn thờ thì cuộc lễ coi như kết thúc. Sau đó hai bên có thể ngồi lại nói chuyện đôi chút.